# Niemeijer (geslacht)

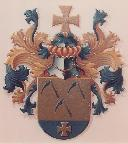
Het wapen van het geslacht Niemeijer

Niemeijer, ook wel geschreven als Niemeyer, is de naam van een Nederlands patriciërsgeslacht. 
De genealogie van het geslacht is opgenomen in het Nederland's Patriciaat. Het betreft de nazaten van Harmen Niemeijer uit Greetsiel in Oost-Friesland (Duitsland). De familie is met name bekend van de Koninklijke Theodorus Niemeyer BV-tabaksfabriek. Tevens is het een bekend domineegeslacht waaronder een tak met vier opeenvolgende generaties. De meest bekende daarvan was Philippus Sophius Niemeijer te Lage Vuursche, een Nederlands-hervormd predikant bij wie Koningin Emma ter kerke ging. 

## Bekende telgen
- Theodorus Niemeijer, koopman en tabaksfabrikant.
- Jan Wolter Niemeijer, een Rotterdams verzekeringsman en politicus;
- Meindert Niemeijer, bestuurslid, medeoprichter Nationale-Nederlanden en verzamelaar van schaakboeken;
- Philippus Sophius Niemeijer, hervormd predikant te Lage Vuursche;
- Albert Niemeijer, kunstschilder;
- Theodora Niemeijer, kunstschilder en oprichtster van de Theodora Niemeijer Prijs voor vrouwelijke kunstenaars (Stichting Niemeijerfonds);